# Cassipourea guianensis
Espèce
Statut de conservation UICN

 LC  : Préoccupation mineure
Synonymes
- Cassipourea belizensis Lundell
- Cassipourea elliptica (Sw.) Poir.
- Cassipourea macrodonta Standl.
- Cassipourea podantha Standl.
- Legnotis elliptica Sw.[1]

Cassipourea guianensis est une espèce de plantes à fleurs de la famille des Rhizophoraceae. C'est un petit arbre présent en Amérique du Sud.
En Guyane, on le connaît sous les noms de yawa poɨlɨ (Wayãpi), wakãu (Palikur).
Au Suriname, on l'appelle Allawata andékélé (Karib), Mamocsalé, Mamocdan (Arawak).

## Description
Cassipourea guianensis est un arbre ou un arbuste haut de 3–25 m. Les branches sont cylindriques, glabres ou, parfois, pubescentes dans les parties les plus jeunes. 
Les feuilles sont courtement pétiolées, avec un limbe glabre, herbacé à subcoriace, de forme oblongue, arrondie à base sillonnée, à l'apex généralement légèrement acuminé, entiers ou dentés vers le haut, mesure jusqu'à 18 cm de long, pour 77 mm de large. Les pétioles sont glabres ou légèrement pubescents puis glabrescents, jusqu'à 8 mm de longueur. Les stipules sont caduques, lancéolées, aigus, poilus à l'extérieur, souvent glabrescents, mesurant jusqu'à 5 mm de long. Les bractées sont très petites, écailleuses et pileuses. 
Les boutons floraux sont verts. La fleur est tétra- à pentamère, blanche, parfois à couronne rouge, odorante, subsessile, ou, parfois, munie de pédicelles mesurant jusqu'à 1,5 mm de long, organisées en grappes axillaires, de 2 à 6 fleurs. Le calice est campanulé, sérieux à l'intérieur, glabre à l'extérieur, ou peu pileux et devenant glabrescent, à lobes dressés, triangulaires, subaigus, longs d'environ 2,5 mm pour 1,5 mm de large. Le tube est long d'environ 2,5 mm. Les pétales sont blancs ou rouges, onguiculés, avec des griffes longues d'environ 4 mm, spatulés, laciniés et frangés. La frange est longue d'environ 2,5 mm, avec des filets à frange linéaires, blanches, densément poilues, jusqu'à 4 mm de long. On compte environ 16 (12-20) étamines de longueur inégale, avec des filaments longs de 4-7 mm. Les anthères sont longues jusqu'à 1 mm. Disque annulaire, est haut d'environ 1 mm. L'ovaire densément pileux, est long d'environ 1,5 mm, avec 5 loges contenant chacune 2 ovules axillaires. Le style est cylindrique, sérieux-villeux, persistant, long d'environ 5 mm, avec un stigmate capité. 
Le fruit est une capsule glabrescente, de forme oblongue à ovoïde, longue d'environ 1 cm, divisée en 3 loges contenant chacune une graine rattaché à un arille pendant. Les graines mesurent environ 7 mm de long, et les arilles environ 3 mm.

## Répartition
Cassipourea guianensis est présent du Venezuela à l'Amazonie brésilienne (Amazonas, Maranhao, Pará) en passant par Trinidad et Tobago, le Guyana, le Suriname et la Guyane,.

## Écologie
On rencontre Cassipourea guianensis dans les forêts sempervirentes ou semi-décidues le long des cours d'eau, forêts perturbées, depuis le niveau de la mer jusqu'à 1 000 m. Il affectionne les forêts humides et des arrière-mangroves.

## Utilisations
Cassipourea guianensis est utilisé pour soigner la gale chez les Palikur (bain de l'écorce amère).
Les racines et les tiges du genre Cassipourea renferment des alcaloïdes pyrolidiniques.

## Diagnose

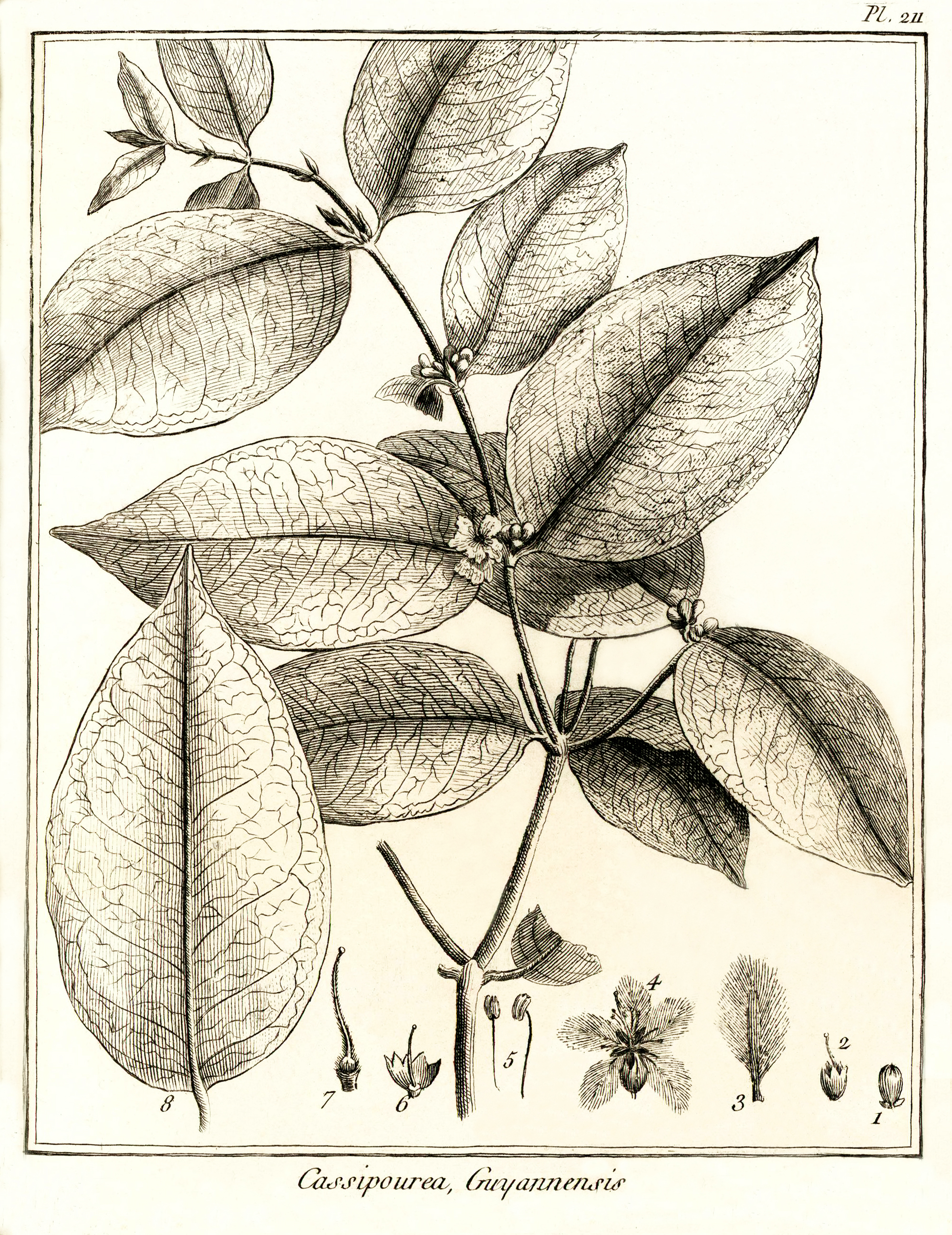
Cassipourea guianensis : Planche 211 par Aublet (1775)
1. Bouton de fleur garni à ſa baſe de deux écailles - 2. Calice qui contient le piſtil. - 3. Pétale. - 4. Corolle. - 5. Étamines. - 6. Calice ouvert. Piſtil. - 7. Ovaire. Style. Stigmate. - 8. Feuille de grandeur naturelle.

En 1775, le botaniste Aublet propose la diagnose suivante : 
« CASSIPOUREA Guianenſis. (Tabula 211.) 

Arbor mediocris, trunco quinque-pedali, in ſummitate ramoſa ; ramulis oppoſitis, nodoſis. Folia ad nodos oppoſita, ovata, acuta, glabra, integerrima, ſubſeſſilia. Stipula minima, breviſſima, acuta, utrinque ad baſim foliorum. Flores ceſpitoſi, axillares, ſeſſiles, intrà binas bracteas oppoſitas. 
Florebat Januario. 

Habitat in locis paludoſis Caux. »

« LE CASSIPOURIER de la Guiane. (PLANCHE 211.)
Cet arbre eſt de moyenne grandeur ; ſon tronc a environ cinq pieds & plus de hauteur ; ſon écorce eſt griſâtre. Son bois eſt blanc. Il pouſſe à ſon ſommet pluſieurs branches chargées de rameaux oppoſés, ſur leſquels ſont portées des feuilles oppoſées preſque ſeſſiles, unies à leur baſe par une stipule intermédiaire fort courte & aiguë. 
Ces feuilles ſont entières, ovales, vertes, luiſantes, terminées par une pointe, partagées dans leur longueur par une nervure ſaillante qui eſt accompagnée de pluſieurs latérales. 
Les fleurs naiſſent à l'aiſſelle des feuilles, ramaſſées pluſieurs enſemble, enveloppées de deux petites stipules. Ces fleurs ſont ſeſſiles. 
Leur calice eſt d'une ſeule pièce, dur, coriace, arrondi à ſa baſe, & diviſé par le haut en quatre ou cinq dentelures aiguës. 
La corolle eſt à cinq pétales blancs, longs, ovales, diviſés profondément dans toute leur étendue en lanières très fines comme les petites plumes d'un oiſeau. Ils ſont attachés par un onglet long & étroit dans le fond du calice. 
Les étamines ſont au nombre de dix-huit, rangées autour de l'ovaire. Leurs filets ſont longs, blancs, grêles, & ſoutiennent chacun une anthère jaune, mobile & à deux bourſes. 
Le piſtil eſt un très petit ovaire qui occupe le fond du calice ; il eſt ſurmonté d'un style velu, terminé par un stigmate obtus. 
Je n'ai pas pu obſerver cet ovaire dans ſa maturité. 
J'ai trouvé cet arbre dans le quartier de Caux au bas d'une montagne dont le terrein étoit aquatique. C'étoit aux environs de l'habitation de M. Mittiſeu. 
Il étoit en fleur dans le mois de Janvier. »

— Fusée-Aublet, 1775.